# Гвінейські гірські ліси
Гвінейські гірські ліси (ідентифікатор WWF: AT0114) — афротропічний екорегіон тропічних та субтропічних вологих широколистяних лісів, розташований в горах Гвінейського нагір'я у Західній Африці.

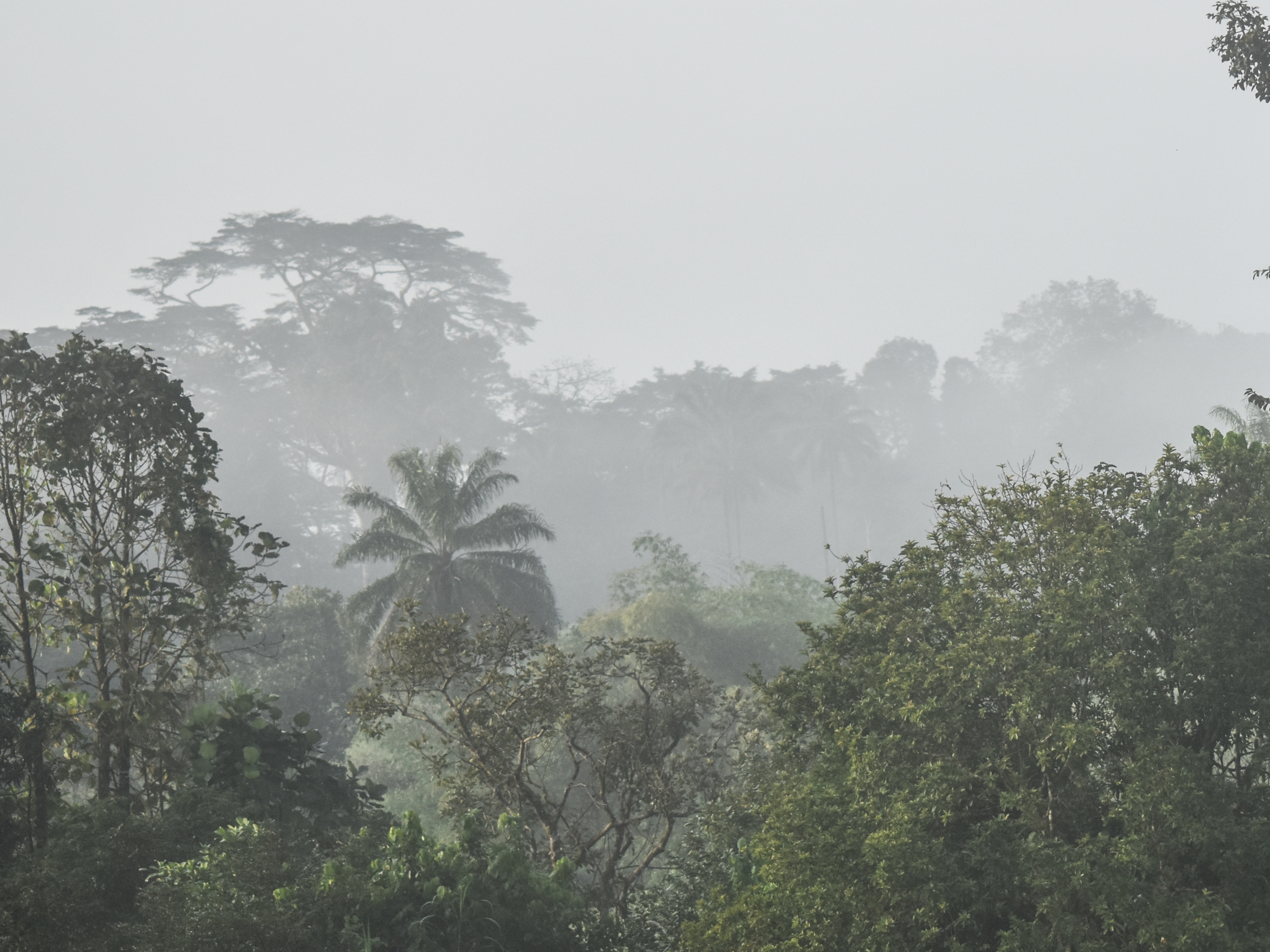
Дощовий ліс в горах Масив Зіама

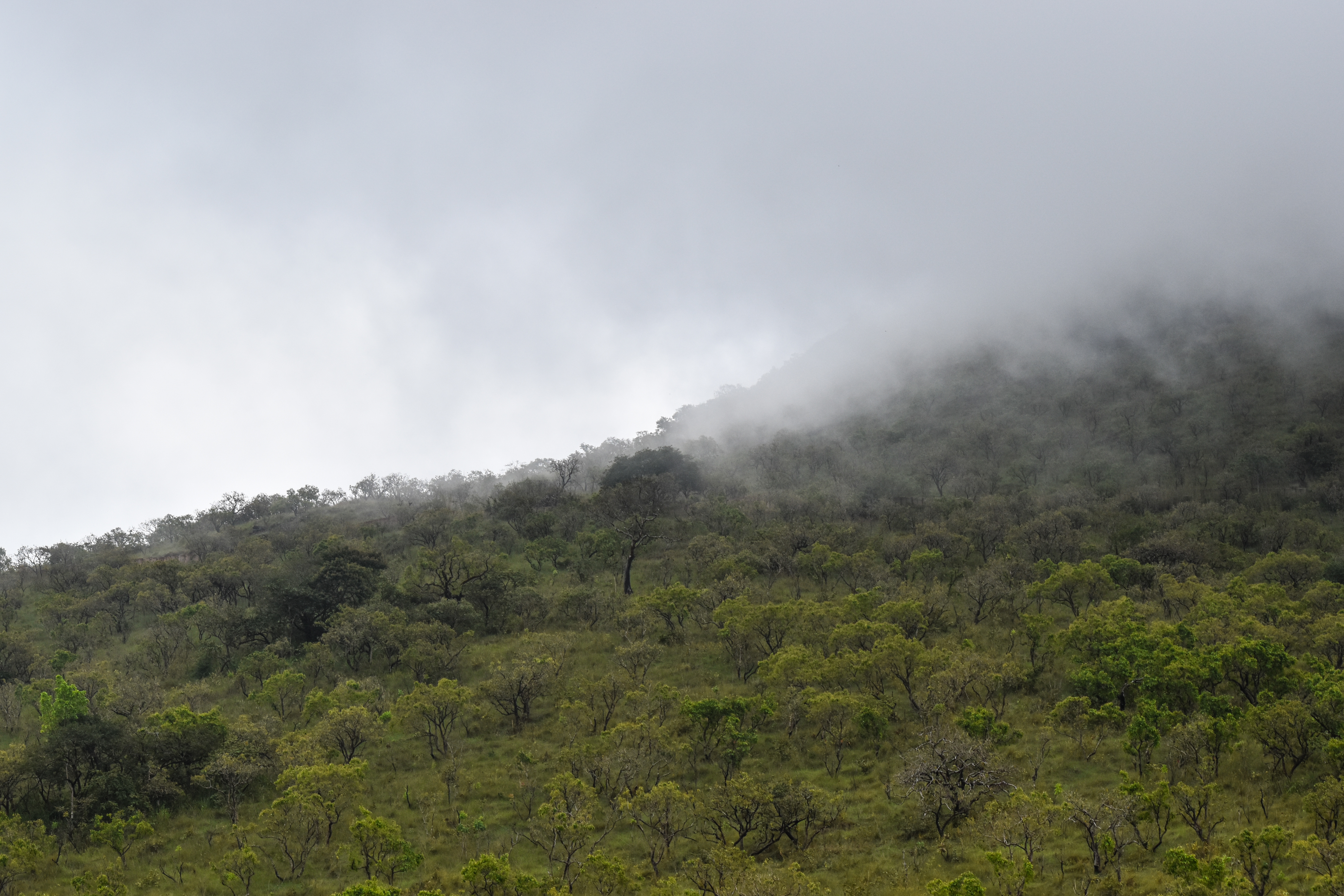
Рідколісся в горах Німба (гори)

## Географія
Екорегіон гвінейських гірських лісів охоплює гірські вершини і плато Гвінейського нагір'я, які височіють над горбистими рівнинами. Окремі анклави екорегіону розташовані на території Гвінеї, на півночі Сьєрра-Леоне і Ліберії та на заході Кот-д'Івуару. В передгір'ях гвінейські гірські ліси переходять у гвінейську лісосавану або в західногвінейські рівнинні ліси.
Гори Лома та Тінгі-Хіллс в Сьєрра-Леоне, а також гори Німба на кордоні Ліберії, Гвінеї та Кот-д'Івуару мають стрімкі схили, тоді як плато Фута-Джаллон в Гвінеї висотою 1100 м має більш пологі схили. Гора Бінтумані в горах Лома висотою 1947 м є найвищою вершиною Західної Африки на захід від гори Камерун. Розташовані південніше гори Тінгі та Санкан-Біріва, висота яких становить 1860 м, є другими за висотою після Бінтумані. Висота гір Німба становить 1752 м. Іншими горами екорегіону є масив Сіманду в Гвінеї, висота якого становить 1650 м, масив Зіама у Гвінеї висотою 1387 м, гора Дутова у Ліберії, масив Ман, гори Тура та гора Мон-Пеко у Кот-д'Івуарі. За винятком плато Фута-Джаллон з пласкою вершиною, вершини інших гір є заокругленими внаслідок мільйонів років ерозії та вивітрювання. 
Основою гірських масивів екорегіону є докембрійські граніти, долерити, гнейси, сланці та кварцити. Найбільш поширеним типом ґрунтів є літосолі, які, як правило, є малородючими. Гори регіону є багатими на корисні копалини, зокрема в горах Німба та на плато Фута-Джаллон є поклади залізної руди. В горах регіону бере свій початок багато великих західноафриканських річок. Річка Нігер бере свій початок в горах Лома, а річки Сенегал і Гамбія — на плато Фута-Джаллон. Притоки річки Сева, що протікає територією Сьєрра-Леоне, беруть свій початок в горах Лома та Тінгі. 

## Клімат
В межах екорегіону переважає мусонний клімат (Am за класифікацією кліматів Кеппена) або саванний клімат (Aw за класифікацією Кеппена).  Середньорічна кількість опадів коливається від 1600 до 2400 мм. Існують значні відмінності у кількості опадів, що випадають на різних схилах гір. Мусони, що дмуть з Атлантики, проносять дощі, що випадають на південних схилах гір, тоді як північні схили отримують менше опадів внаслідок ефекту дощової тіні. Крім того, ці підвітряні схили також піддаються дії сухих вітрів харматан, що дмуть із Сахари та приносять пилові бурі. Максимальні температури в регіоні становлять 24-33 °C, а мінімальна температура — 10 °C.

## Флора
Широкий висотний діапазон екорегіону призвів до формування різних рослинних угруповань. На нижніх висотах поширені вологі рівнинні тропічні ліси або лісосавани, подібні до тих, що зустрічаються в навколишніх екорегіонах. Зі збільшенням висоти та, відповідно, зі збільшенням кількості опадів, вони переходять у вологі гірські ліси. На середніх висотах (понад 1000 м над рівнем моря) ліси часто оповиті хмарами, що призводить до активного росту різноманітних епіфітів. На найвищих гірських вершинах гірські тропічні ліси переходять у гірські луки, де також зустрічаються бамбукові зарості, болота та галерейні ліси. На північних схилах гір ліси є менш вологими, ніж на південних, через різницю у розподіленні опадів.
На плато Фута-Джаллон, оточеному гвінейською лісосаваною, колись росли тропічні ліси, де домінували гвінейські сливи (Parinari excelsa). Протягом останніх тисячоліть внаслідок активного антропогенного тиску, зокрема через періодичні пожежі, що запалювалися людьми, цей ліс був перетворений на луки, де домінують різні види анадельфії (Anadelphia spp.), лудетії (Loudetia spp.) та триколоса (Tristachya spp.). На схилах і вершинах гір Німба також поширені луки. В них домінують різні види бородачника (Andropogon spp.) та лудетії (Loudetia spp.), а на більш вологих схилах — какумський гіполітрум (Hypolytrum cacuminum). Луки гір Німба, на відміну від луків Фута-Джаллонського плато, є давніми і утворилися природним шляхом. На більш низьких висотах в горах Німба поширені вологі тропічні ліси, які переходять у західногвінейські рівнинні ліси. На висоті понад 800 м над рівнем моря, в лісах гір Німба домінують гвінейські сливи (Parinari excelsa), мітлисті гертнери (Gaertnera paniculata), гарцинії Смітмана (Garcinia smeathmanii) та сізігіуми Штаудта (Syzygium staudtii). Також в цих лісах зустрічається велика кількість епіфітів. На скелястих відслоненнях ростуть щільні килими волосистого афротрілепіса (Afrotrilepis pilosa), а також такі трав'янисті рослини, як Disa welwitschii, Osbeckia porteresii, Polystachya microbambusa та Swertia mannii.
Гори Лома та Тінгі в Сьєрра-Леоне розташовані на північному краю екорегіону західногвінейських рівнинних лісів. На висоті від 460 до 915 м над рівнем моря в цих горах поширені тропічні ліси та савани, на висоті від 915 до 1700 м над рівнем моря — чагарникові савани, а на висоті понад 1700 м над рівнем моря — гірські луки та галерейні ліси. У вологих гірських долинах ростуть тоголезькі уапаки (Uapaca togoensis), червонуваті коли (Cola lateritia var. maclaudii), гвінейські сливи (Parinari excelsa), африканські зеленосердечники (Piptadeniastrum africanum) та африканські елемі (Canarium schweinfurthii), а також запашні гуареї (Guarea cedrata), корисні еритьєри (Heritiera utilis) та твердосмолисті тріплохітони (Triplochiton scleroxylon). В підліску цих лісів домінують перетинчасті охни (Ochna membranacea), їжачкуваті калонкоби (Caloncoba echinata) та африканські шовковиці (Afromorus mesozygia). У саванах, де часто трапляються пожежі, домінуючими деревами є карликові червоні залізні дерева (Lophira lanceolata), африканські ріжкові дерева (Parkia biglobosa) та голчасті птерокарпуси (Pterocarpus erinaceus), а домінуючими травами — тонкомітлисті анадельфії (Anadelphia leptocoma), покрівельні бородачники (Andropogon tectorum) та різновид гіпарренії Hyparrhenia diplandra.
На більших висотах в горах Лома і Тінгі у гірських чагарникових саванах переважають різні види сігізіума (Syzygium spp.), розлогі кощі (Kotschya ochreata var ochreata), збіднілі монехми (Monechma depauperatum) та діссотіси Елліота (Dissotis elliotii), а також деревоподібні папороті Cyathea manniana та Cyathea dregei. Ці ж папороті поширені в галерейних лісах. Серед трав'янистих рослин, поширених в цих горах, слід відзначити Ctenium newtonii, Loudetia kagerensis, Aspilia africana та Rhytachne rottboellioides. На пологих схилах на висоті понад 1375 м над рівнем моря ростуть чагарники гвінейського сігізіума (Syzygium guineense var macrocarpum), вільхолистої тетрацери (Tetracera alnifolia) та різновида гібіскуса Hibiscus noldeae. Серед трав, поширених в горах Лома, слід відзначити Stomatanthes africanus, Vernonia purpurea та Hypolytrum cacuminum.
На гірських луках регіону переважають цибулинні, бульбові, корневищні та сукулентні рослини, зокрема різні види косариків (Gladiolus spp.), Solenostemon monostachyus spp. latericola, Cyanotis longifolia, Vernonia jaegeri та Thesium tenuissimum. Серед рослин, що ростуть на неглибоких ґрунтах на висоті понад 1650 м над рівнем моря, слід відзначити різні види бульбостіліса (Bulbostylis spp.), еріокаулона (Eriocaulon spp.), ксіріса (Xyris spp.) та пухирника (Utricularia spp.), а також Neurotheca loeselioides, Polystachya bequaertii, Lobelia rubescens та Drosera pilosa. На стрімких скелях ростуть різноманітні мохи та лишайники.
В галерейних лісах в горах Лома та Тінгі переважають гвінейські сливи (Parinari excelsa). Тут ростуть деревоподібні папороті, зокрема камерунські альсофіли (Alsophila camerooniana) та ясеневі птісани (Ptisana fraxinea), а також зарості саванного бамбука (Oxytenanthera abyssinica). Серед дерев, поширених в галерейних лісах, слід відзначити великолисту антоноту (Anthonotha macrophylla), дрібноплодний псевдоспондій (Pseudospondias microcarpa), крилоплодний амфімас (Amphimas pterocarpoides), івуарійський мигдаль (Terminalia ivorensis), пишноцвіту алланблекію (Allanblackia floribunda) та африканське коркове дерево (Musanga cecropioides). В підліску галерейних лісів ростуть різноманітні трави, кущі, папороті та ліани, зокрема Whitfieldia lateritia, Clematis grandiflora, Sopubia ramosa, Anisopappus africanum, Lonchitis currovi та Ouratea squamosa.
Флористичне різноманіття екорегіону є наслідком географічної ізоляції, різноманітності форм рельєфу та ґрунтів, кліматичних факторів та людського впливу. В горах Німба зареєстровано понад 2000 видів судинних рослин, а в горах Лома — 1576 видів, з яких 9 є ендемічними. Загалом в регіоні зареєстровано 35 видів ендемічних рослин, з яких 11 видів є палеоендеміками (видами, які раніше були широко поширені, однак наразі зустрічаються лише в цьому екорегіоні), Серед ендеміків регіону слід відзначити Pitcairnia feliciana, єдиний представник родини бромелієвих, що росте поза межами Америки.

## Фауна
Екорегіон гвінейських гірських лісів вирізняються фауністичним різноманіттям. В його межах поширені три ендемічні види — німбанська видрова землерийка (Micropotamogale lamottei), німбанська білозубка (Crocidura nimbae) та підковоніс Еллена (Hipposideros marisae). Серед інших рідкісних ссавців, поширених в регіоні, слід відзначити генету Джонстона (Genetta johnstoni) та лісову м'якошерстну мишу (Praomys rostratus). В лісах гір Лома мешкає значна популяція західних шимпанзе (Pan troglodytes verus). Найбільшим хижаком регіону є африканський леопард (Panthera pardus pardus).
Серед рідкісних птахів, поширених в регіоні, слід відзначити майже ендемічних білооких приній (Schistolais leontica) та райдужних мерлів (Coccycolius iris). Також в горах регіону мешкають інші лісові птахи, зокрема білоброві акалати (Cossypha polioptera), білощокі голуби (Aplopelia larvata), чорні нікорники (Apalis sharpii) та західні гологолови (Picathartes gymnocephalus).
Близько 10 видів амфібій є ендеміками регіону, зокрема, гвінейські жаби-верескуни (Arthroleptis crusculum) та гвінейські трав'яні жаби (Ptychadena submascareniensis). Рідкісна живородна ропуха (Nimbaphrynoides occidentalis) зустрічається лише в саванах у горах Німба. Через посушливі кліматичні умови ця жаба розвинула репродуктивну адаптацію, яка не включає личинкову стадію. Натомість самиця народжує повністю розвинених молодих жаб після періоду вагітності, що триває більше восьми місяців. Також в регіоні мешкає 5 видів ендемічних плазунів, зокрема західні гекони (Ancylodactylus occidentalis).

## Збереження
Оцінка 2017 року показала, що 8715 км², або 27 % екорегіону, є заповідними територіями. Природоохоронні території включають:
- Лісовий заповідник Кунункан — Гвінея;
- Зіамський природний заповідник[en] — Гвінея;
- Лісовий заповідник гір Лома[en] — Сьєрра-Леоне;
- Лісовий заповідник Тінгі-Хіллс[en] — Сьєрра-Леоне;
- Природний заповідник Мон-Німба[en] — Гвінея, Кот-д'Івуар, Ліберія;
- Національний парк Мон-Сонгбе[en] —  Кот-д'Івуар.